# Bertha Moss
Bertha Moss de nombre real Juana Bertha Moscovich Holm (Buenos Aires, 15 de octubre de 1919 - ibíd. 4 de febrero de 2008) fue una actriz argentina. 
Su trayectoria abarcó más de 40 películas entre Argentina y México, y un número similar de telenovelas y obras de teatro.

## Biografía
Nacida en Buenos Aires, se inició como actriz a la corta edad de 14 años, en la radionovela Agua dormida de la Radio Belgrano. En teatro debutó en 1938 en la obra Lo imposible y en cine en 1942, en la película Incertidumbre. Después trabajó con legendarios actores del cine mexicano, como Dolores del Río y Emilio "El Indio" Fernández. Ambos, sorprendidos por la gran capacidad histriónica de Bertha la invitaron a hacer carrera en México. Su primer trabajo como actriz en este país fue en la telenovela El precio del cielo en 1959. 
Su primera película en México fue la cinta de Luis Buñuel El ángel exterminador. Esta es considerado uno de los fimes más significativos en la carrera de la actriz.
De gran carácter y elegante presencia destacó como villana en la mayoría de sus trabajos en televisión, los cuales suman más de 30, entre muchos otros se encuentran: La recogida, Paloma, Mañana será otro día, Juana Iris, Los parientes pobres y Preciosa, la cual sería su última telenovela. Al año siguiente hizo su última película en México, La paloma de Marsella. A partir de allí dejó la actuación, y debido a su deteriorado estado de salud decidió dejar México en 2004 y volver a su natal Argentina. Bertha Moss murió cuatro años después en Buenos Aires, a consecuencia de un paro cardíaco, dejando atrás un impecable legado como actriz, directora y docente.

## Filmografía en México

### Telenovelas
- Preciosa (1998) .... Eduarda Santander
- María Isabel (1997-1998) .... Eugenia Jiménez
- Alondra (1995) .... Sofía Lascuráin
- Los parientes pobres (1993) .... Tía Brígida
- Amor de nadie (1990-1991) .... Victoria
- Pobre juventud (1986-1987) .... Eugenia de la Peña
- Muchachita (1985-1986) .... Amanda Montesinos
- Juana Iris (1985) .... Raquel
- El amor ajeno (1983-1984) .... Sara Ruiz
- Extraños caminos del amor (1981-1982) .... Gertrudis
- La divina Sarah (1980) .... Simona Bernhardt
- Secreto de confesión (1980) .... Beatriz
- Bella y Bestia (1979) .... Cristina
- Cumbres borrascosas (1979) .... Laureana
- Muñeca rota (1978-1979)
- Corazón salvaje (1977-1978) .... Sofía D'Autremont
- Mañana será otro día (1976-1977) .... Hortensia Ramírez
- Paloma (1975) .... Doña Catalina vda. de Márquez
- La recogida (1971) .... Matilde
- Encrucijada (1970) .... Sra. Carton
- Los inconformes (1968-1969)
- Frontera (1967)
- Secreto de confesión (1965)
- Historia de un cobarde (1964) .... Georgina
- Eugenia (1963) .... Celia
- Agonía de amor (1963)
- Codicia (1962)
- Niebla (1961)
- Mi esposa se divorcia (1959)
- El precio del cielo (1959)

### Series
- Mujer, casos de la vida real (2002) .... Leonor[2]
- La chicharra (1979) .... Luisa Fernanda de los Montero "Duquesa del Rigdón" [3]

### Cine (selección)
- La paloma de Marsella (1999)
- El hombre de la mandolina (1985)
- La recogida (1974) ... Señorita Matilde
- Hay ángeles sin alas (1972)
- Como perros y gatos (1969)
- Tres mil kilómetros de amor (1967) ... Hilda
- Persíguelas y.... alcánzalas (1966)
- Domingo salvaje (1967) ... Sirvienta de Javier
- El ángel exterminador (1962) ... Leonora
- El derecho de los hijos (1963) ... Bertha

## Filmografía en Argentina
- La Venus maldita (1966)
- La bestia humana (1957) ... Telefonista Irene
- El hombre virgen (1956)
- Mercado de abasto (1955) ... Esposa de Jacinto
- La Tierra del Fuego se apaga (1955)
- Mujeres casadas (1954)
- La mejor del colegio (1953)
- Deshonra (1952) ... Celadora
- Mujeres en sombra (1951)
- La vida color de rosa (1951)
- Yo no elegí mi vida (1949) ... Sra. Melisante
- Historia de una mala mujer (1948)
- La serpiente de cascabel (1948) ... Celadora Graciela
- Un ángel sin pantalones (1947)
- El hombre que amé (1947)
- Romance musical (1946)... Cristina
- Cristina (1946)
- Albergue de mujeres (1946)
- Los dos rivales  (1944)
- El fin de la noche  (1944) ... Renée
- Capitán Veneno  (1943)
- Ceniza al viento (1942)
- Amor último modelo (1942)
- Incertidumbre (1942)

## Teatro
- Magnolias de acero
- Trampa de muerte
- Gigi
- La chica sin retorno
- Lo imposible